# Hans Joseph Wilhelm Kautsky
Hans Joseph Wilhelm Kautsky (* 29. Februar 1864 in Wien; † 30. Mai 1937 ebenda) war k.u.k. österreichischer und königlich preußischer Hoftheatermaler in Wien und Berlin.

## Leben
Hans Kautsky war ein Sohn des Bühnenmalers Johann Baptist Wenzel Kautsky, kurz Jan Kautsky, und der Schauspielerin und Schriftstellerin Minna Kautsky geb. Jaich. Sein Bruder war der sozialdemokratische Theoretiker Karl Kautsky (1854–1938). Einer seiner Söhne war der Chemiker Hans Kautsky (1891–1966), ein weiterer der Bühnenbildner Robert Kautsky (1895–1963).
Schon der Großvater war als Theatermaler tätig. Kautsky war Schüler seines Vaters und Hermann Burgharts, arbeitete bis 1903 in Wien, wo er wie sein Bruder, der Theatertechniker Fritz Kautsky (* 1857 in Prag) Teilhaber der Hoftheatermalerfirma Gebrüder K. Kautsky & Rottonara war. Er ging dann nach Berlin an das preußische Hoftheater, war gelegentlich um 1920 auch in Wien tätig und führte Dekorationen für die wichtigsten Bühnen Deutschlands, Belgiens, Hollands, Englands und der Vereinigten Staaten (New York, Chicago) aus.

## Werke (Auswahl)
Nibelungenring, Dt. Oper, London; Webers Oberon, Festspiele in Wiesbaden, 1910 etc.; Ausführungen von Dioramen (Tod im Eise, Niagara) usw.